# Spoorlijn Hørve - Værslev
De spoorlijn Hørve - Værslev (Deens: Hørve-Værslev Jernbane) was een private spoorlijn in Seeland in Denemarken.

## Geschiedenis
De spoorlijn werd geopend door de Hørve-Værslev Jernbane in 1919 en gesloten in 1956.

## Huidige toestand
Thans is de volledige spoorlijn opgebroken.

## Aansluitingen

### Værslev
- Spoorlijn Roskilde - Kalundborg (Nordvestbanen)

### Hørve
- Spoorlijn Holbæk - Nykøbing Sjælland